# Спиридов, Матвей Григорьевич
Матве́й Григо́рьевич Спири́дов (20 ноября 1751 года — 10 февраля 1829 года) — сенатор, историк, сын адмирала Г. А. Спиридова. Один из зачинателей русской генеалогии, посвятивший 30 лет своей жизни сбору материалов по истории дворянских родов Российской империи.

## Биография
В 12 лет зачислен был в пажи, затем до 1778 года служил в Семеновском полку, после чего перешел на гражданскую службу. Пожалованный в камер-юнкеры, он был определен в Сенат за обер-прокурорский стол, в 1780-х годах управлял Вотчинной коллегией, а в 1795 году назначен сенатором московских департаментов.
Как вспоминал Де Санглен, в первый год сенаторства Спиридов каждое воскресенье приезжал к матери обедать в мундире и ленте через плечо, а супруга его — с шифром: «Он любил после обеда выкурить трубку; матушка табачнаго запаха не жаловала; он после обеда уходил в лакейскую, отворял форточку и окруженный двадцатью и более лакеями, почтительно стоявшими пред ним, выкуривал трубку».
Императором Павлом произведен 28 октября 1798 года в действительные тайные советники. В 1800—1802 годах производил сенаторскую ревизию губерний Казанской, Вятской, Оренбургской и Саратовской и 12 декабря 1809 года, состоя по 7-му апелляционному департаменту, уволен был от службы.
Скончался Спиридов в 10 февраля 1829 года. Вместе с женой похоронен в Сольбинском монастыре Переславского уезда, находящемся недалеко от Нагорья.

## Сочинения
С молодых лет Спиридов занимался литературой и наукой; в 1771 году он участвовал в журнале Рубана «Трудолюбивый муравей». Научные его занятия главным образом были посвящены русской генеалогии. Автор трудов:
- «Российский родословный словарь» (1793—1794)
- «Краткий опыт исторического известия о дворянстве российском 1804 г.»
- «О старинных чинах в России».
- Сокращенное описание служб благородных российских дворян, расположенное по родам их, с показанием, от кого те роды начало свое получили, или откуда какие родоначальники выехали, или которых ни происхождение, ни выезды издателю неизвестны; со вмещением такого же описания служивших в древности России, также и иностранных в российской службе бывших, служащее продолжением краткому опыту Исторического известия о российском дворянстве, в 1804 году напечатанному: собранное из статейных, разрядных, степенных, летописных, служебных и некоторых других родословных книг. - М. : Унив. тип., 1810. - Авт. установлен по изд.: Сопиков В. С. Опыт российской библиографии, № 7732. Ч. 1. и Ч. 2. 1810 г.

Огромную источниковедческую ценность представляют «Записки старинным службам русских благородных родов» (остались в рукописи), так как в них переписана информация из многих рукописей, погибших при московском пожаре 1812 года. Вместе с тем Спиридов внёс в них и сведения из разрядных книг, впоследствии оказавшихся подложными.

## Семья

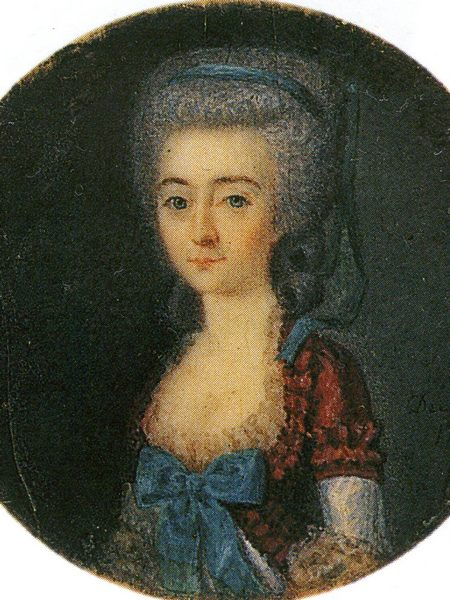
Ирина Спиридова, жена

Женился 10 мая 1775 года на дочери историка князя Михаила Михайловича Щербатова — Ирине Михайловне (1757—1827). По словам современника, «госпожа Спиридова далеко не так сильно любила своего мужа, как старалась показать; будучи очень мила, в действительности была пуста, и с претензиями; её красивая и грациозная фигура могла бы быть опасной, если бы соединялась с образованием и постоянством». До получения в наследство поместья Нагорье в Переславском уезде, Спиридовы жили в Санкт-Петербурге в доме князя Щербатова. В браке имели дочь и 6 сыновей:
- Акулина
- Григорий (р. 1777) — поручик
- Алексей (р. 1785) — статский советник, при Александре I служил в Московском почтамте
- Иван (1788—1819) — полковник, был женат на Софье Дмитриевне Олсуфьевой (179.—1853).
- Александр (р. 20.04.1788) — при Николае I был начальником Юрбургской таможни
- Андрей — коллежский асессор, служил в Сенате
- Михаил (1796—1854) — декабрист

Щербатов с супругой похоронены у алтаря Успенского храма Николо-Сольбинского монастыря .